# Paul Berthier (sculpteur)
Pour les articles homonymes, voir Paul Berthier et Berthier.
Paul Berthier, né à Rueil-Malmaison le 6 mai 1879, où il est mort le 24 mai 1916, est un peintre et sculpteur français.

## Biographie
Élève de Antonin Mercié, il obtient une mention honorable au Salon des artistes français en 1904.

## Œuvres dans l'espace public
- Maintenon : Monument aux morts de Maintenon, 1921-1922[2].